# 療癒心傷
《療癒心傷》，2020年1月起於日本NHK電視台「週六電視劇」週六時段（21:00 - 21:49，JST）播出的電視劇，共四集，由柄本佑主演。此劇為描述1995年阪神大地震背景之下研究PTSD的先驅人士題材。自己亦屬於受災者的主角安和隆，在地震之下致力於治療居民的心理創傷，幫助其回到生活正軌。編劇為曾獲得銀河賞、文化廳藝術祭優秀賞等獎項之新銳編劇桑原亮子，此劇為其連續劇劇本處女作。
2020年12月12日，宣布上映電影版，為電視劇的剪輯版本加上未公開畫面。2021年1月29日上映。

## 製作選角
柄本佑與尾野真千子為繼前一部《怪談牡丹燈籠》飾演男女主角後再度擔任男女主角，此劇亦是歌手森山直太朗初次參演NHK連續劇。本劇於2019年10月上旬開拍，12月下旬殺青。
製作人京田光廣於十年前即有拍攝此劇的構想，其後走訪主角周圍相關人士及閱讀其著作而改編此劇。編劇桑原亮子本身為聽障人士，在國中二年級時亦是阪神大地震受災戶，也進入「地震體験裝置」體驗當時地震狀況，並前往採訪安克昌的遺族。主演柄本佑和尾野真千子亦於開拍前與遺族見面，柄本在開鏡兩個多月前苦練爵士鋼琴，於拍攝時親自演奏彈奏。
最後一集登場的主角三位子女，為原型人物安克昌的子女，特為此劇出鏡支援客串。前置階段的選角期間，製作人與遺族餐敘，曾詢問安克昌醫生的太太屬意由誰飾演自己？遺族主動提出「尾野真千子」此名字，於是劇組向尾野提出邀約。

## 評價反響
本劇播出後，收看觀眾與報章媒體多給予正面評價，指出此劇製作過程及拍攝方式誠懇，為今年之佳作。

## 劇情大綱
擁有爵士樂鋼琴演奏級功力的年輕精神科醫生安和隆（柄本佑 飾），與開朗的妻子終子（尾野真千子 飾）相遇後組織家庭。夫妻的第一個孩子出生後不久，即發生了阪神大地震。身為一位精神科醫生，此時該做的是什麼？安和隆每天不斷的思考著。和隆在與受災者接觸的過程中，逐漸發現自己該做的並非治療，而是幫助受災者擁有治癒力。其後，安和隆將自己的心得及在受災區的所見所聞紀錄下來並出版成冊，獲得學藝賞。
然而，在39歲的某天，安和隆發現自己罹患了癌症......。

## 登場人物
- 安和隆：柄本佑

精神科醫生。任職於神戶大學醫學部附屬醫院精神科。
- 安終子：尾野真千子

和隆的妻子。
- 安哲圭：石橋凌

和隆的父親。居住大阪的在日韓國人第一代。
- 朴美里：木村綠子

和隆的母親。在日韓國人第二代。
- 安智明：森山直太朗

和隆的哥哥。東京大学畢業後前往美國，為原子研究開發先驅。
- 安壯介：上川周作（日语：上川周作）

和隆的弟弟。繼承父親的事業。
- 湯淺浩二：濱田岳

和隆的好友。專攻精神科。與和隆共組爵士樂團，擔任吹奏薩克斯風。
- 谷村英人：趙珉和（日语：趙たみ和）

新聞記者。日報新聞社文化部的新聞記者。邀請和隆為報紙專欄連載執筆。
- 北林醫生：淺香航大

和隆的實習醫生後輩。憧憬和隆。
- 爵士樂喫茶店老闆娘：濱田麻里（日语：濱田マリ）
- 新島：平岩紙

護士，和隆的同事。
- 永野良夫：近藤正臣（日语：近藤正臣）

和隆的恩師。
- 片岡心愛：清水久留美（日语：清水くるみ）

和隆的病人。因急性酒精中毒而被送醫，被診斷出有多重人格。
- 結城理惠：谷村美月

和隆的病人。因阪神大地震的後遺症而導致精神緊張，在避難所與和隆認識。
- 校長：內場勝則（日语：内場勝則）

避難所的校長。
- 阿梓：紺野真晝

臨時住宅的入住者。育有兩子。

## 製作團隊
- 編劇：桑原亮子
- 配樂：世武裕子（日语：世武裕子）
- 製作人：京田光廣（日语：京田光広）、堀之內禮二郎、橋本果奈
- 統籌製作：城谷厚司（日语：城谷厚司）
- 導演：安達もじり、松岡一史、中泉慧
- 製作：NHK大阪電視台

## 獲得獎項
- 第46回放送文化基金賞（日语：放送文化基金） 節目部門
  - 電視劇最優秀賞
  - 演技賞：柄本佑
- 第57回銀河賞
  - 2月度 月間賞
  - 電視部門 獎勵賞[9]

## 播出日程
| 集數 | 播出日  | 播出日  | 標題 原文標題                 | 導演       |
| 集數 | 總合台  | BS4K台  | 標題 原文標題                 | 導演       |
| ---- | ------- | ------- | ----------------------------- | ---------- |
| 1    | 1月18日 | 1月18日 | 神戶，青春的街 神戸、青春の街 | 安達もじり |
| 2    | 1月25日 | 1月22日 | 我們的工作 僕たちの仕事       | 松岡一史   |
| 3    | 2月01日 | 1月29日 | 看不見的救命繩 見えない命綱   | 中泉慧     |
| 4    | 2月08日 | 2月05日 | 留下的光 残された光           | 安達もじり |

## 外部連結
- NHK官方網站 （页面存档备份，存于）